# Капети
Династија Капет, удомаћено Капетовићи (фр. Les Capétiens), француска краљевска династија, једна од најстаријих и најразгранатијих европских владарских породица. Капети су били чланови француске владарске породице и династије која је у директној мушкој линији управљала Француском од 987. до 1328, а у различитим бочним мушким линијама, с прекидима, од 1328. до 1848. године. Од потомака династије Капет, данас су на власти шпански краљ Хуан Карлос I и луксембуршки војвода Анри, обојица преко бурбонског огранка династије.
Династија је име добила по свом оснивачу, Хугу Капету. Он је држао мали посед између река Сене и Лоаре, са градовима Паризом и Орлеаном. Представници династије су се борили против самовоље велможа, моћних војвода и грофова. Ратовали су и против енглеске владарске породице Плантагенет, која је у Француској држала Нормандију, Анжу и Аквитанију. Филип II победио је енглеског краља Јована без Земље 1214. Власт владара учвршћивана је дуг низ година, а Луј IX је то чинио судским реформама. Уз јачање државе настали су државни сталежи који су са владарем решавали сва питања у држави. После смрти Шарла IV, 1328. године, који није имао мушких потомака, династију Капет наслеђује династија Валоа.

## Етимологија
Надимак Капет, који се, према неким истраживачима, објашњава речју cappa (мантија), можда алудира на опатијску функцију коју су обнашали Хуго и његов отац. Први спомен појма капет појављује се око 1030. године и налази се у Хроници Адемара од Шабанеса. Тај израз је означавао припаднике краљевске породице од раних година 13. века.

## Историја

### Порекло
Породични поседи предака династије Капет налазили су се у франачкој Неустрији, подручју између река Сене и Лоаре. Први познати члан породице био је Роберт Храбри (средина 9. века), моћни вазал и missus dominicus краља Карла Ћелавог. По његовом имену, рана династија позната је под именом Робертијанци.
Током борби за власт у Франачком Царству, након смрти Карла Дебелог 888. године, великаши су, будући да је у том тренутку једини живи потомак династије Каролинга био тек дете, на сабору у Компјењу окрунили за краља Ода Париског, грофа од Париза, сина Роберта Храброг. Његова се власт простирала само на подручје Сене и Лоаре. Аквитанија је била практично самостално војводство, северном Бургундијом као посебним краљевством владао је Рудолф  из династије Велфа, јужним бургундијским краљевством владао је Луј од Провансе, праунук цара Лотара , док је западно стајало засебно Бургундско војводство. Шпанска марка, Септиманија, Бретања, Фландрија и Вермандуа су такође биле изузете од власти франачког краља.
Године 898. умро је краљ Одо, а великаши су за новога краља признали Карла III Безазленог из династије Каролинга. Против њега је устао Одов брат, супарнички француски краљ Робер  (922—923), који је погинуо у бици код Соасона. Када је 923. године збачен с престоља краљ Карло III († 929), а његов син Луј IV Прекоморски избегао у Енглеску, краљевску власт приграбио је Рудолф Бургундски, чија је власт након шест година борбе с бројним великашима, најзад призната на подручју читаве државе, осим сједињеног Бургундског краљевства (Краљевство Арелат).
Најистакнутија особа тога времена био је Рудолфов шурјак, Иго Велики, син Робера I и нећак некадашњег краља Ода. У жељи за јачањем свог утицаја у држави, Иго је позвао Луја IV из Енглеске и омогућио му да се окрунише. Краљ се након тога одметнуо од свог покровитеља, али је након сукоба ипак морао дати Игу знатне концесије. Године 954. краљ је умро, а великашка групација Ига Великога, суочена с продором Мађара, прихватила је краљевог сина Лотара  (владао 954-986) за новог краља. Како је краљ био малолетан, његов старатељ и заштитник постао је његов ујак, келнски надбискуп Бруно, брат немачког краља Отона I, који је чинио све како би ослабио власт француског краља.
Године 986. умро је Лотар III, а већ следеће године и његов син и наследник Луј V Лењи. Једини од живућих Каролинга који су могли наследити престоље био је Лујов стриц Карло, лотариншки војвода, али он је био неприхватљив за француске великаше, будући да је био вазал немачког цара.

### Долазак династије Капет на француско престоље
После смрти краља Луја V Лењог, француски су великаши пристали уз Игоа Капета, сина Ига Великога и пранећака краља Оде, и он је 3. јула 987. године на сабору у Нојону проглашен краљем. Тим догађајем на француско престоље дошла је династија Капет чијим се оснивачем сматра Иго Капет.
У тренутку доласка на престоље, Иго Капет († 996) владао је, осим над краљевским феудом који је обухватао подручје око Париза, још само над петнаестак већих феудалних домена. Његова власт била је заправо тек симболична, јер су велики делови Француске били изван досега краљевске власти.
У периоду првих Капетовића, краљеви су увелико били зависни о благонаклоности најутицајнијих световних и духовних великаша, а са сигурношћу су се могли ослонити само на свој породични и краљевски домен, који се простирао на малом подручју од Париза до Орлеана и североисточно од Париза.
Хугов син и наследник, Робер II Побожни (996—1031) наставио је да јача утицај над краљевском доменом, а успео је 1002. године да својим територијама припоји Бургундско војводство. Ипак, и следећи владари били су подређени самовољи бројних великаша, што је слабило краљевску власт.

### Успон и јачање краљевске власти
Сви владари до Филипа  (1060—1108) воде прилично неамбициозну политику и настоје да се одрже на власти. Успон краљевске куће Капет почео је за време владавине Луја VI Дебелог (1108—1137), који је ратовао против немачког цара Хајнриха V и енглеског краља Хенрика Плантагенета. Његов наследник, Луј VII Млађи (1137—1180) водио је неуспели крсташки рат, а након раставе од Елеоноре од Аквитаније, морао је енглеском краљу Хенрију II да препусти Аквитанију и друга подручја у јужној Француској. Међутим, већ је Филип II Август (1180—1223) успео да поврати велики део тих поседа, а након битке код Бувена (1214) успео је да увелико повећа своје поседе.
Рат против Енглеске завршио је Луј IX Свети (1226—1270) миром у Паризу 1259. године, који је проширио и ојачао краљевску власт у јужној Француској. Филип  (1285—1314) успео је да централизује државну управу, обузда феудалце и тако ојача краљевску власт.
Године 1328. умро је Шарл IV (1322—1328), последњи владар из директне мушке лозе династије Капет, што је отворило питање наследства престоља. Француско племство изабрало је за новог краља Филипа VI Валоу (1328—1350), потомка династије Капет по бочној мушкој лози. Међутим, енглески краљ Едвард III (1327—1377), син Изабеле, супруге Едварда II и сестре француског краља Филипа IV Лепог, полагао је, по мајци, право на француско престоље. Тај сукоб довео је до избијања Стогодишњег рата, који је с прекидима трајао од 1337. до 1453. године. у позадини сукоба били су богати поседи у Фландрији којих се енглеска круна настојала домоћи.

### Успон династије Бурбон
У првим деценијама 16. века довршено је уједињење Француске. Под утицајем реформације, у Француској је плануо верски рат између хугенота и католика, који је трајао од 1562. до 1598. године. Рат је однео много живота, а највеће крвопролиће догодило се током Бартоломејске ноћи између 23. и 24. августа 1572. године, када је у Паризу убијено око 25.000 хугенота. Као последица тих сукоба, изумрла је 1598. династија Валоа, а на француско престоље устоличен је други побочни огранак династије Капет, династија Бурбон.
Први француски владар из династије Бурбон, Анри IV (1598—1610) издао је Нантски едикт којим је дао верске слободе свим француским грађанима. За време владавине његова сина Луја  (1610—1648) започео је француски дворски апсолутизам, који је дошао до врхунца за време владавине Луја  (1643—1715).
Једна од последица Француске револуције из 1789. године, била је абдикација краља Луја , његово смакнуће и проглашење републике. После пада Наполеона, 1814. Бурбонци су закратко враћени на власт, а након другог Наполеоновог пораза, династија Бурбон је рестаурирана одлукама Бечког конгреса из 1815. године. Након свргавања Шарла  (1824—1830), наследио га је Луј Филип, представник династије Орлеан, млађе гране династије Бурбон. Нови краљ је лишен престоља за време револуције 1848. године, када је утемељена Друга република, а ускоро и Друго царство под водством цара Наполеона 
После пораза и абдикације Наполеона III 1870. године, монархија више није обновљена, већ је 1875. проглашена Трећа република.

## Галерија
- Грб Француске и Наваре
- Стари грб династије Капет
- Нови грб династије Капет